# プルミエール・コート・ド・ボルドー
プルミエール・コート・ド・ボルドーPremières Côtes de Bordeauxは、フランス南西部アキテーヌ地域圏ジロンド県で生産されるボルドーワインのひとつで、AOCに指定されている。
ドルドーニュ川とガロンヌ川に挟まれた中州、いわゆるアントル・ドゥー・メール地区のうち、グラーヴの対岸に当たる、ガロンヌ川右岸地域の37ヶ村が指定されている。
赤・白および白の甘口ワインが作られている。
地区内の土壌が一定でないため、赤ワインではメルロを90％使ったものから、カベルネ・ソーヴィニョン主体のものまであり、軽いフレッシュな味わいのものから、割合こくのあるものまでかなりの幅がある。
白ワインは、ソーヴィニョン・ブランとセミョンを中心に作られ、ハーブや柑橘類などの香りのする、フレッシュでさわやかなワインが多い。甘口のワインも、半甘口程度である。
価格も比較的安く、千円前後で買えるものも多い。